# Conclusión
Una conclusión es una  proposición al final de un argumento, después de las premisas. Si el argumento es válido, las premisas implican la conclusión. Sin embargo, para que una proposición sea una conclusión no es necesario que el argumento sea válido: lo único relevante es su lugar en el argumento, no su «papel» o función.
Como en general se argumenta con intención de establecer una conclusión, se suele procurar que las premisas impliquen la conclusión y que sean verdaderas (es decir, que el argumento sea sólido o cogente).
1. Todos los mamíferos son de sangre caliente.
2. Todos los humanos son mamíferos.
3. Por lo tanto, todos los humanos son de sangre caliente.

En este argumento la última proposición es la conclusión. Las demás son las premisas. 
En el lenguaje natural, las conclusiones se suelen anunciar mediante expresiones tales como «por lo tanto», «por ende», «luego», «en consecuencia», «entonces», «ergo», etcétera. En los lenguajes formales, delante de la conclusión se colocan expresiones simbolizadas así: {\displaystyle \vdash }, {\displaystyle \models } y {\displaystyle \therefore }

## Investigación científica
En la investigación y en la experimentación, las conclusiones son argumentos y afirmaciones relativas a datos de mediciones experimentales y de la lógica: ciencia referente a reglas y procedimientos para discernir si un razonamiento (raciocinio) es correcto (válido) o incorrecto (inválido). Constituyen la parte final, sustantiva, del texto de un:
- Trabajo de investigación.
- Artículo para:

1. Publicación.
2. Ponencia en congreso.
3. Conferencia por invitación.

- Libro.
- Informe de un contrato de obra.

En ocasiones se les extiende a Conclusiones y recomendaciones. Es preferible tratar por separado ambos conceptos, excepto tal vez si su desarrollo es exiguo.
Los razonamientos son acciones del pensamiento mediante las cuales a partir de algo conocido se obtiene algo desconocido. Se componen de proposiciones o juicios. A las proposiciones que sirven de partida (lo conocido) se les denomina premisas; a la que deriva de esas premisas, conclusión (lo desconocido, lo nuevo). Los razonamientos pueden ser inductivos o deductivos. La lógica tradicional (aristotélica) sobre todo se dedicó al análisis de la deducción y de las falacias: razonamientos inválidos y engañosos (véase Lógica. Richard Ortiz Ortiz, Quito. Publicita 2012).